# Сходненская улица
Схо́дненская у́лица — улица в Северо-Западном административном округе города Москвы на территории района Южное Тушино.

## Расположение
Улица идёт с юга на север. В настоящий момент для пешеходов и транспорта доступна только северная часть улицы — от Западного моста на Сходненском деривационном канале до безымянной площади у станции метро Сходненская. Часть улицы, находящаяся южнее Западного моста, проходит по территории Московского машиностроительного предприятия имени В. В. Чернышева и закрыта для доступа.
Улица пересекается с улицей Фабрициуса и Нелидовской улицей. С западной (нечётной) стороны к улице примыкают Строительный проезд, Цветочный проезд и Бульвар Яна Райниса, с чётной (восточной) — Лодочная улица и Химкинский бульвар.
Нумерация домов — со стороны Деривационного канала.

## История
Улица получила своё название в 1960 году после упразднения города Тушино, в связи с близостью к реке Сходня.

## Описание
Длина — 1500 метров. Улица начинается от начала Лодочной улицы (поворот под прямым углом) и заканчивается крестообразным перекрёстком у станции метро «Сходненская»: прямо продолжается улица Героев Панфиловцев, налево уходит бульвар Яна Райниса, направо — Химкинский бульвар (граница с районом «Северное Тушино»). Направление — с юга на север.
Примыкания с нечётной стороны
- Строительный проезд
- Цветочный проезд
- Улица Фабрициуса
- Сходненский проезд
- Нелидовская улица
- Бульвар Яна Райниса

Примыкания с чётной стороны
- Лодочная улица
- Улица Фабрициуса
- Нелидовская улица
- Химкинский бульвар

На всём протяжении улица имеет четыре полосы (по две в каждом направлении) автомобильного движения. У самого конца улица расходится на три рукава, длиной по 150 метров: «западный рукав» — три полосы (одностороннее движение к началу улицы), «центральный рукав» — четыре полосы (по две в каждом направлении) и «восточный рукав» — три полосы (одностороннее движение к улице Героев Панфиловцев и поворот на Химкинский бульвар). На протяжении улицы имеется четыре светофора и четыре нерегулируемых пешеходных перехода. На всём своём протяжении улица с обеих сторон оборудована пешеходными тротуарами.
Между домами № 17 и 19, и № 32 и 34 проходит технологическая однопутная железная дорога (без шлагбаума).
От Нелидовской улицы и почти до самого конца улица имеет дублёра (двустороннее движение).

## Здания и сооружения

### Нечётная сторона
- № 7 — ОВД «Южное Тушино»
- № 7 стр. 1 — электроподстанция
- № 9 — Сбербанк России — доп. офис №9038/01694
- № 25 — торговый центр «12 месяцев»
- № 35 — школа № 114

### Чётная сторона
- № 50 к. 1 — детская стоматологическая поликлиника № 41

## Общественный транспорт
- Станция метро «Сходненская» — непосредственно у конца улицы.
- Автобус: № 43[3], 96[4], 199[5], 212[6], 252[7], 267, 368[8], 400к, 432[9], 678[10], Т[11]. Кроме того, у станции метро останавливаются ряд пригородных маршрутов.
- Трамвай: № 6[12] — на протяжении всей улицы.
- Ж/д станция «Тушино» — в 1200 метрах от начала улицы.

## Фотогалерея

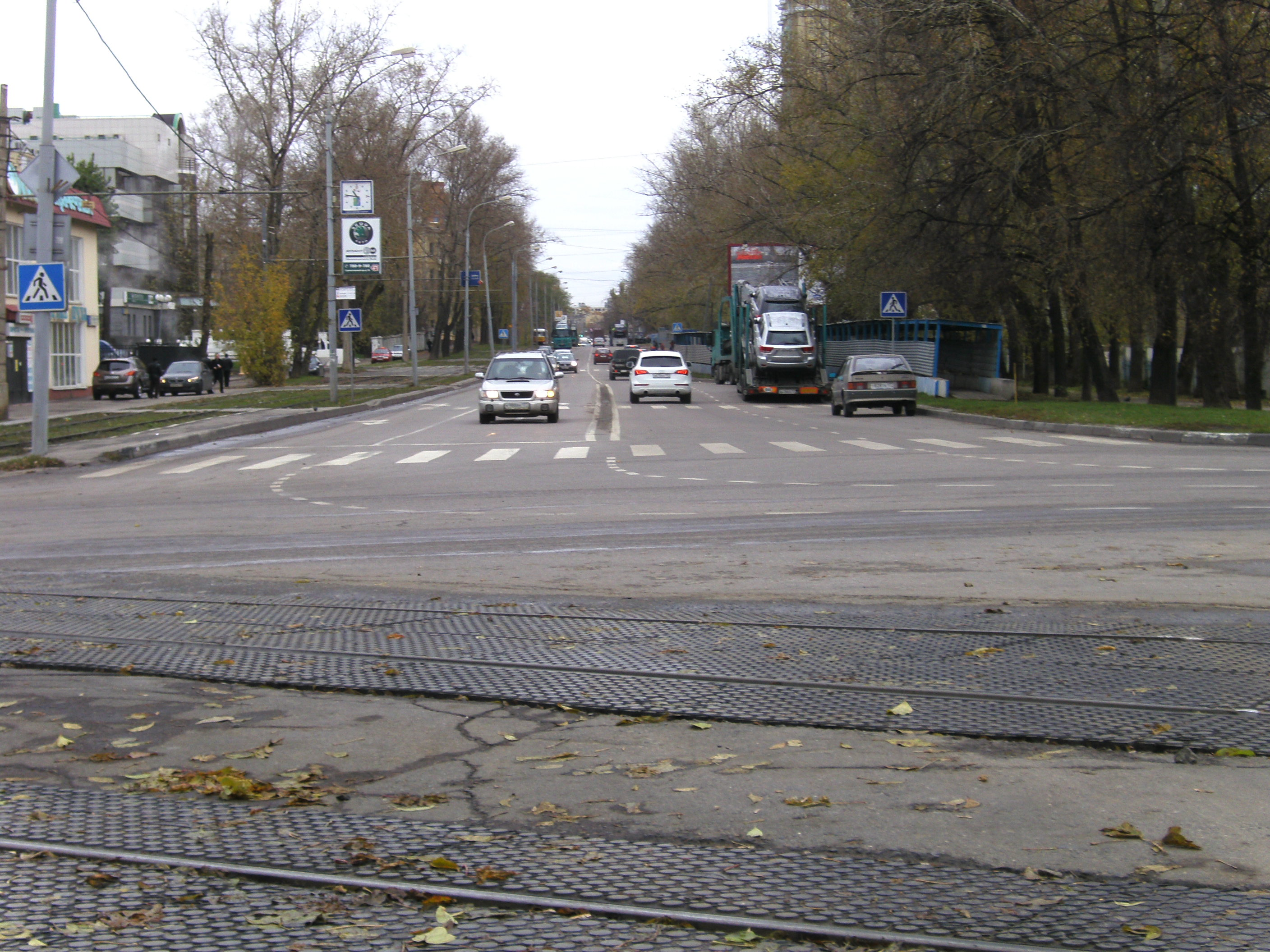
Начало улицы (фото 2010 года)
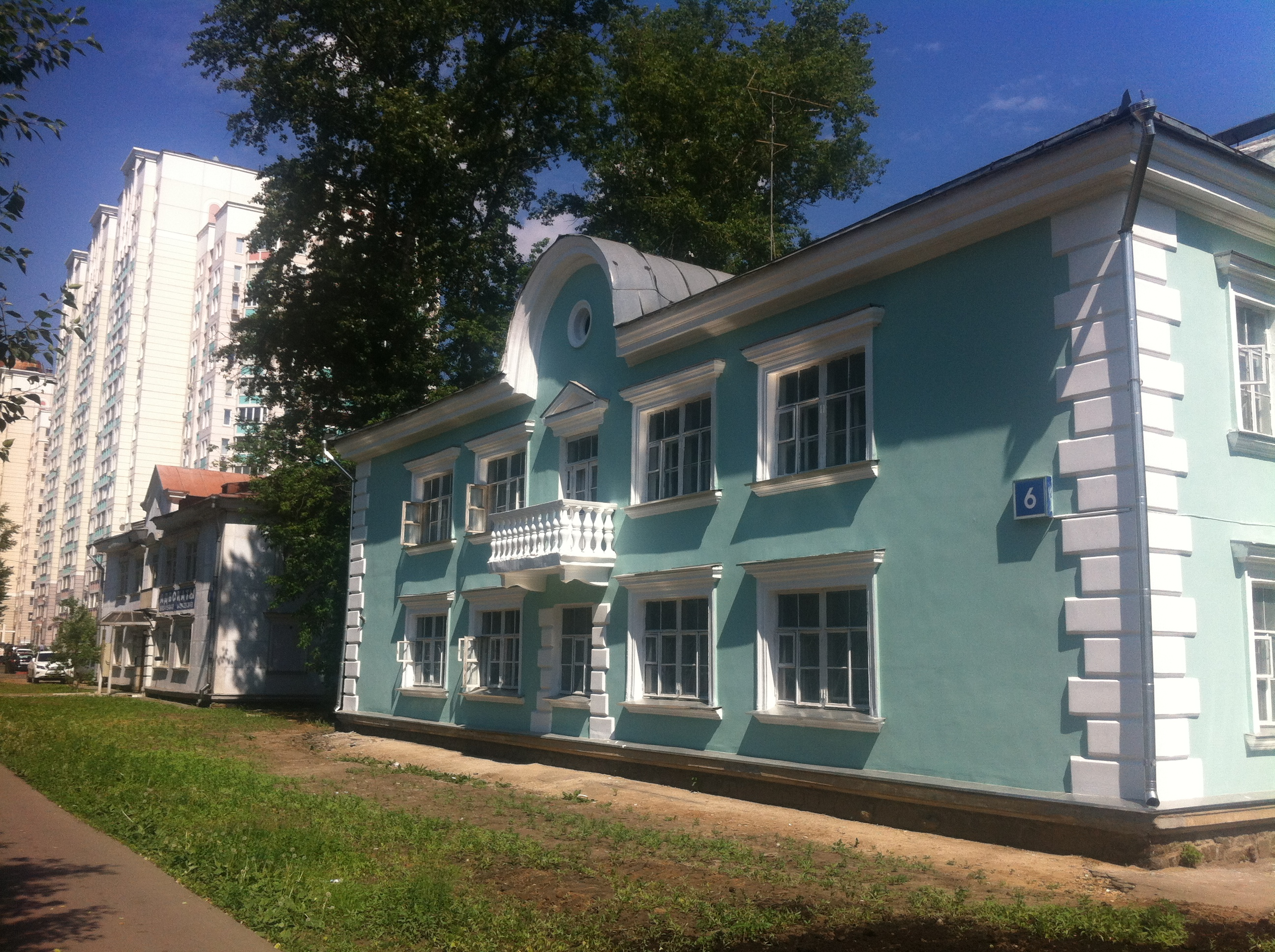
Последние сохранившиеся послевоенные особняки на Сходненской улице
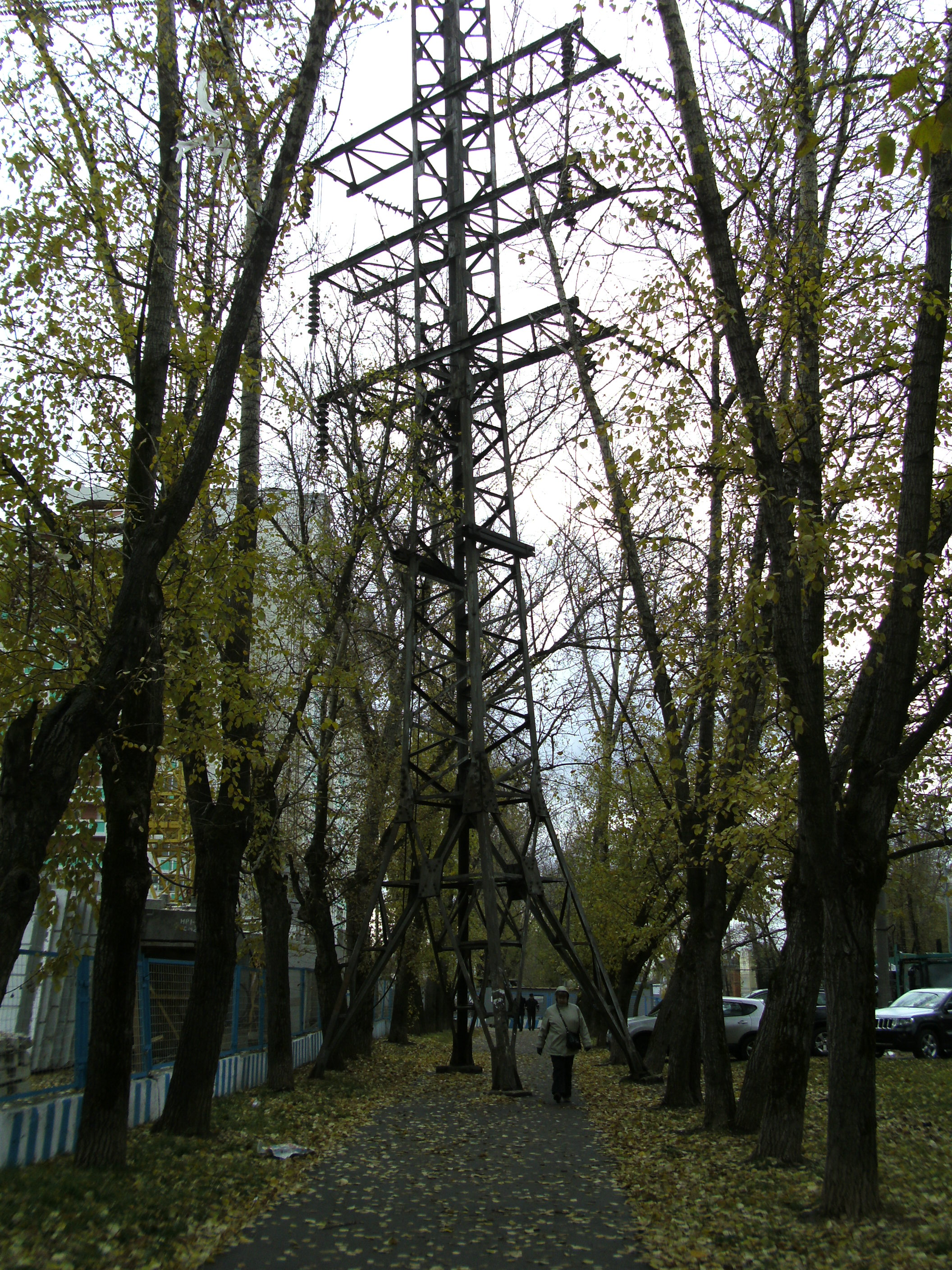
Опора ЛЭП стоит посередине пешеходного тротуара (напротив д. № 13)
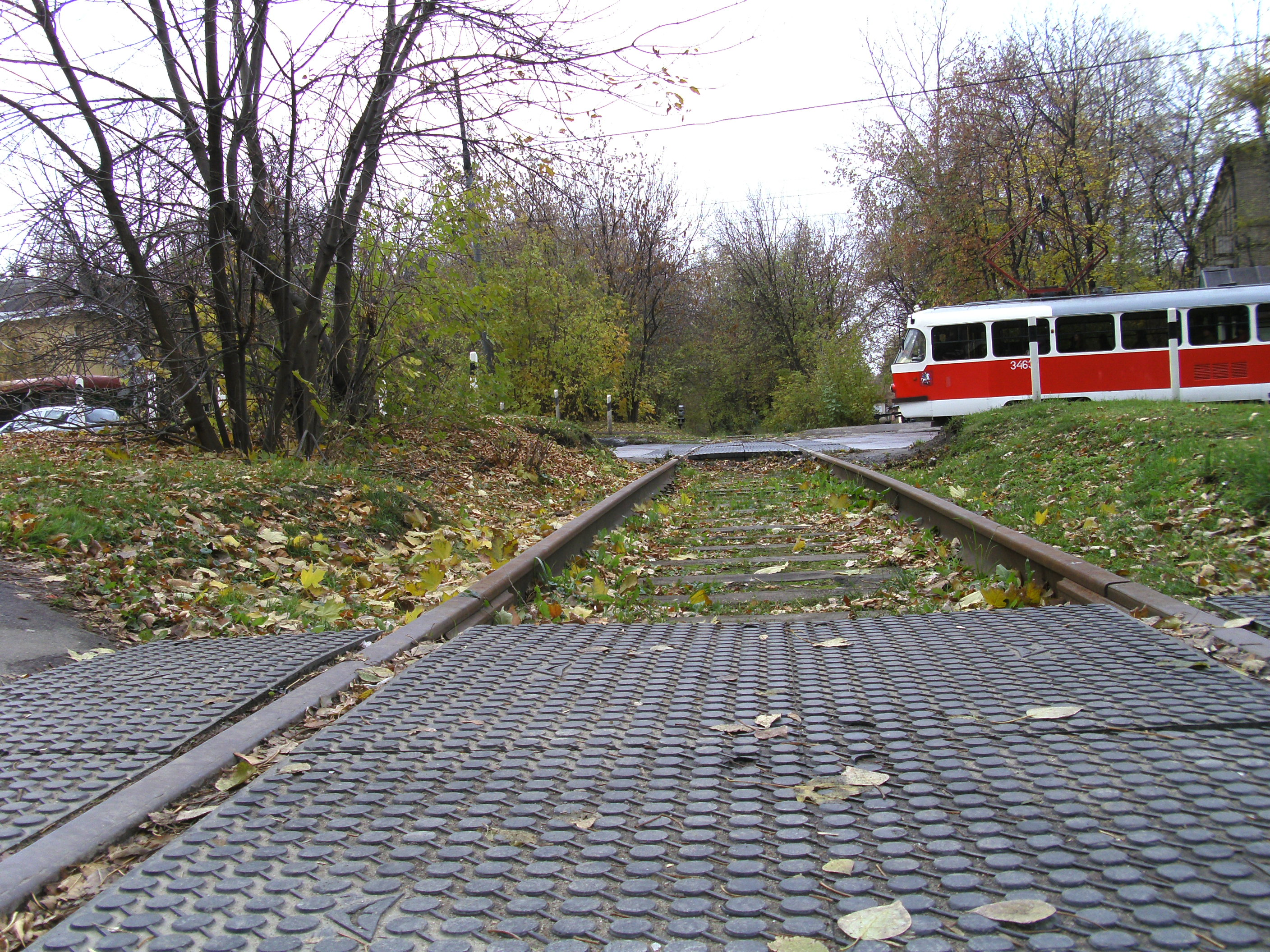
Технологический ж/д путь, пересекающий улицу между домами №№ 17 и 19, и №№ 32 и 34
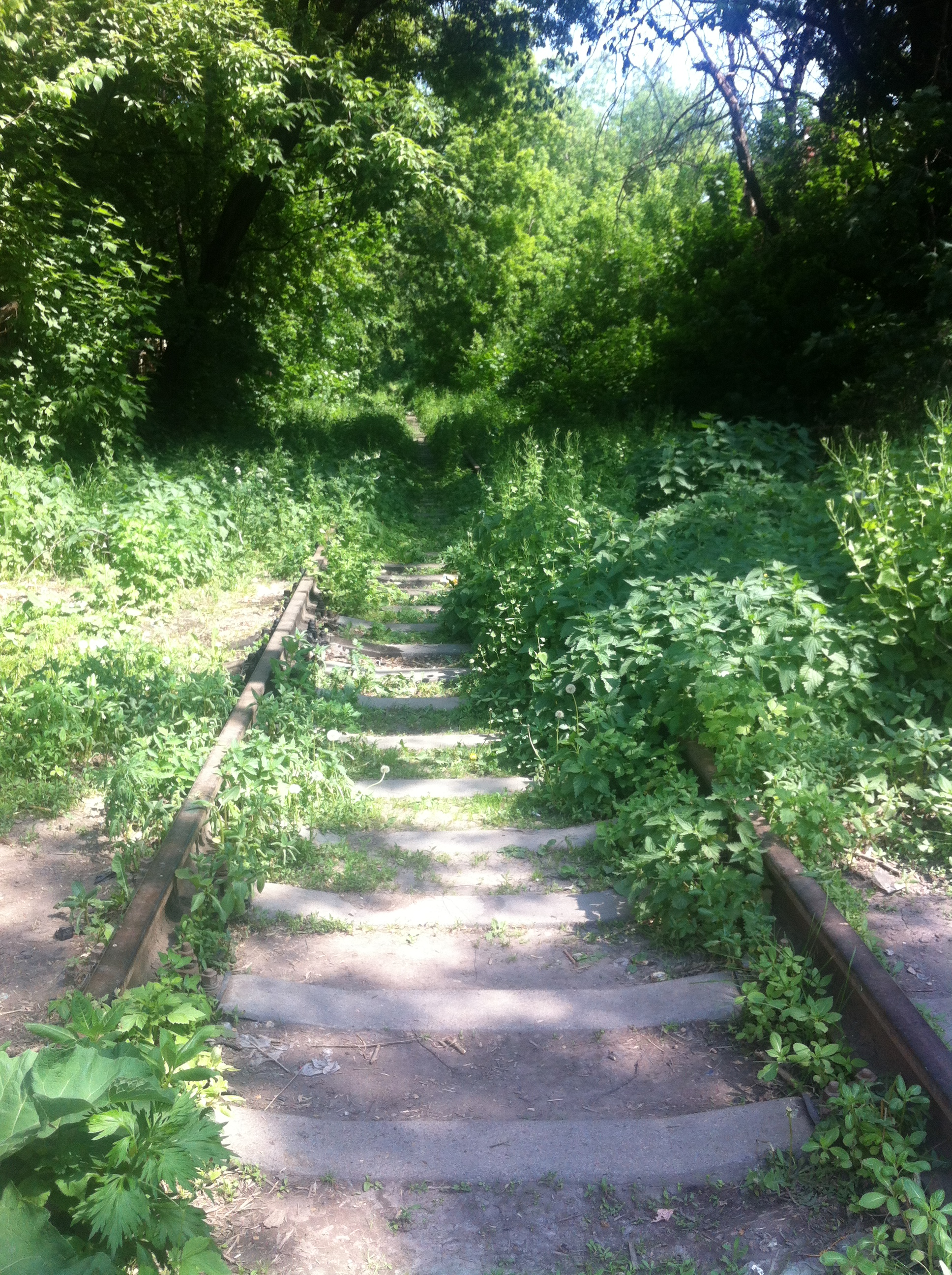
Заброшенная железнодорожная ветка у Сходненской
Памятник тушинцам-участникам ВОВ около дома № 31
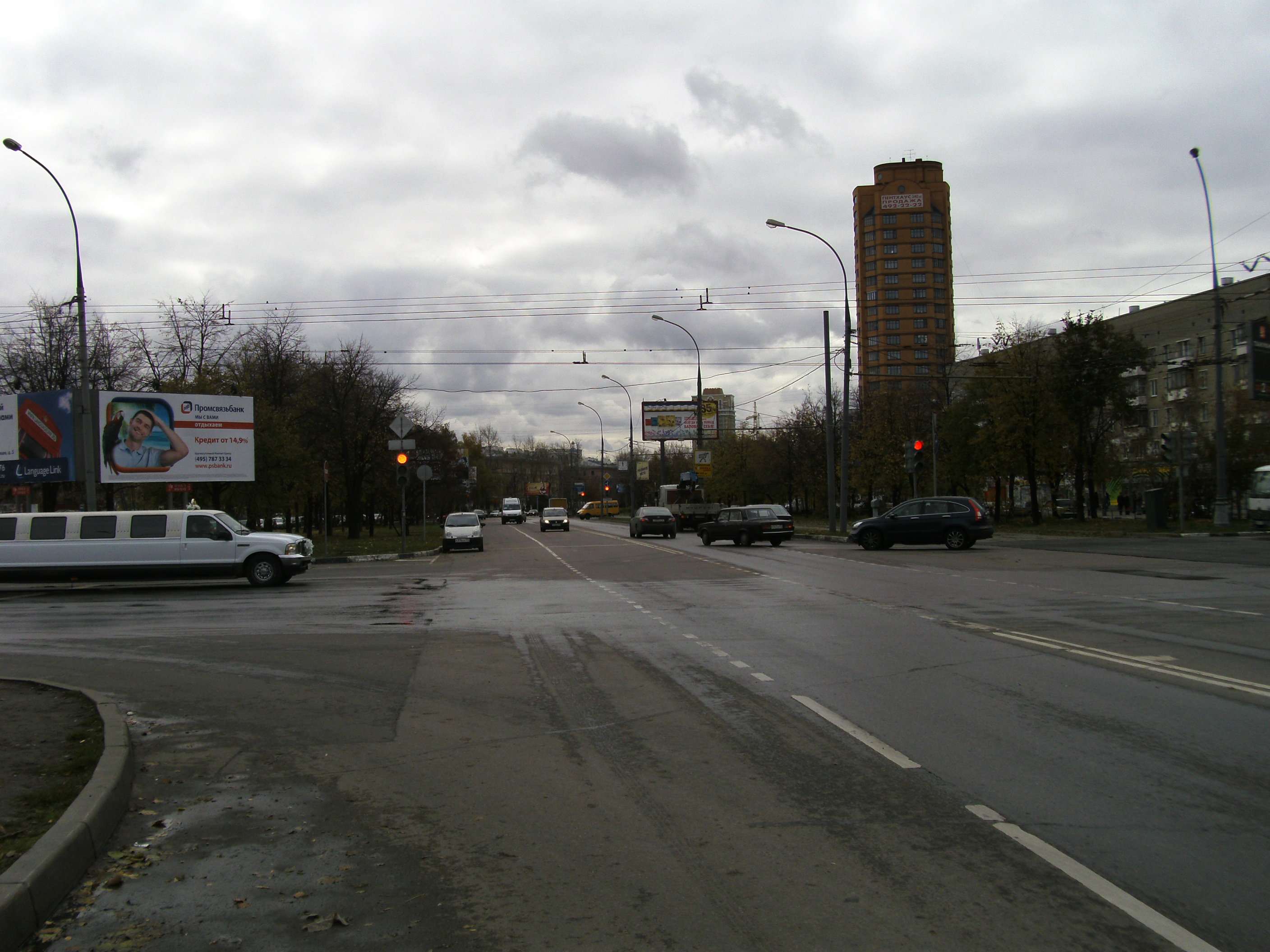
Конец улицы у станции метро «Сходненская». Налево уходит Химкинский бульвар, направо — бульвар Яна Райниса
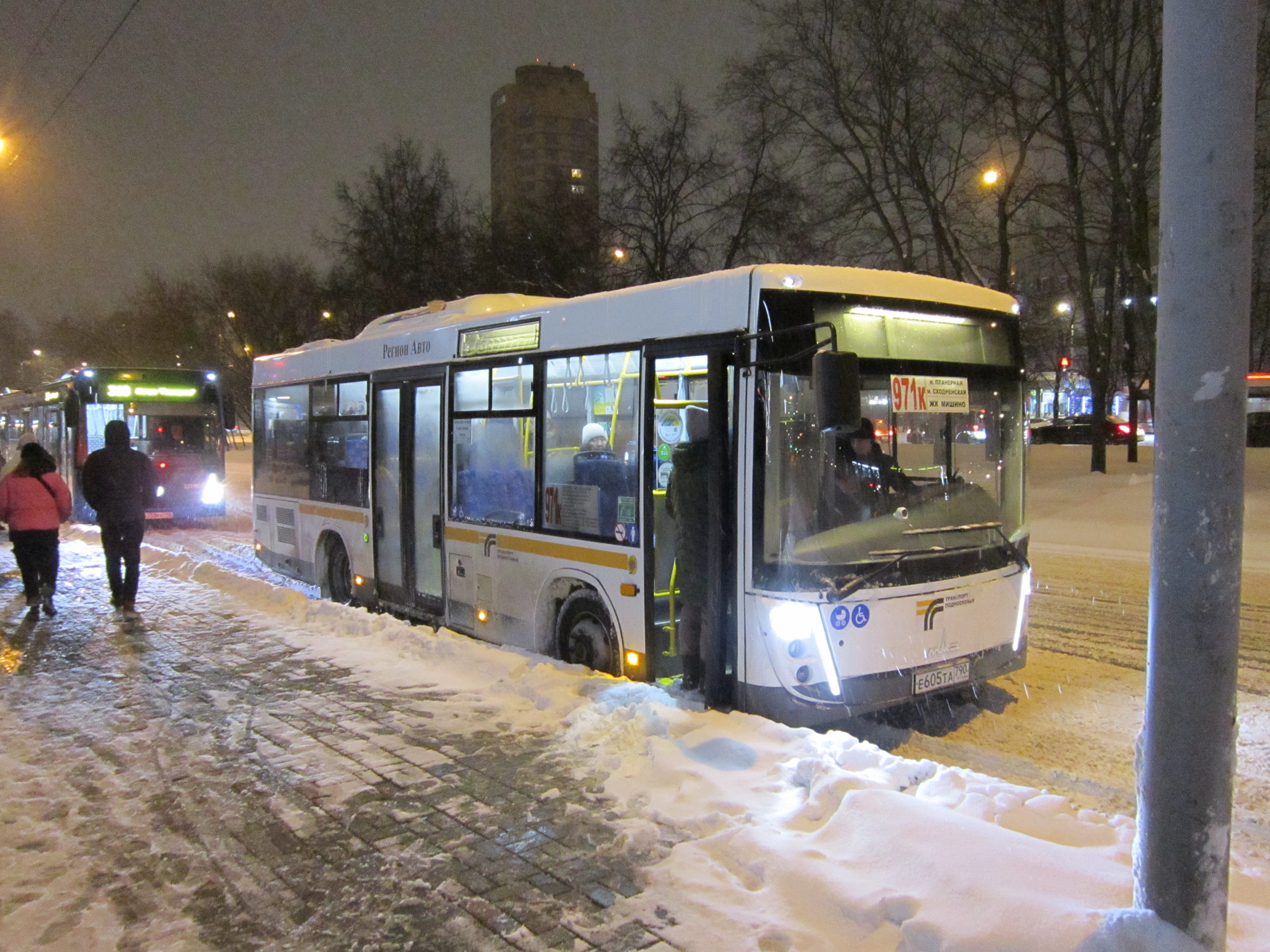
МАЗ-206.047 на остановке «Метро „Сходненская“», областной маршрут № 971к